# 千代 (福岡市)
千代（ちよ）は、福岡市博多区の地名。現行の行政地名は千代一丁目から六丁目まで。面積は917,520平方メートル (91.75 ha)。2023年3月末現在の人口は10,864人。郵便番号は812-0044。

## 地理

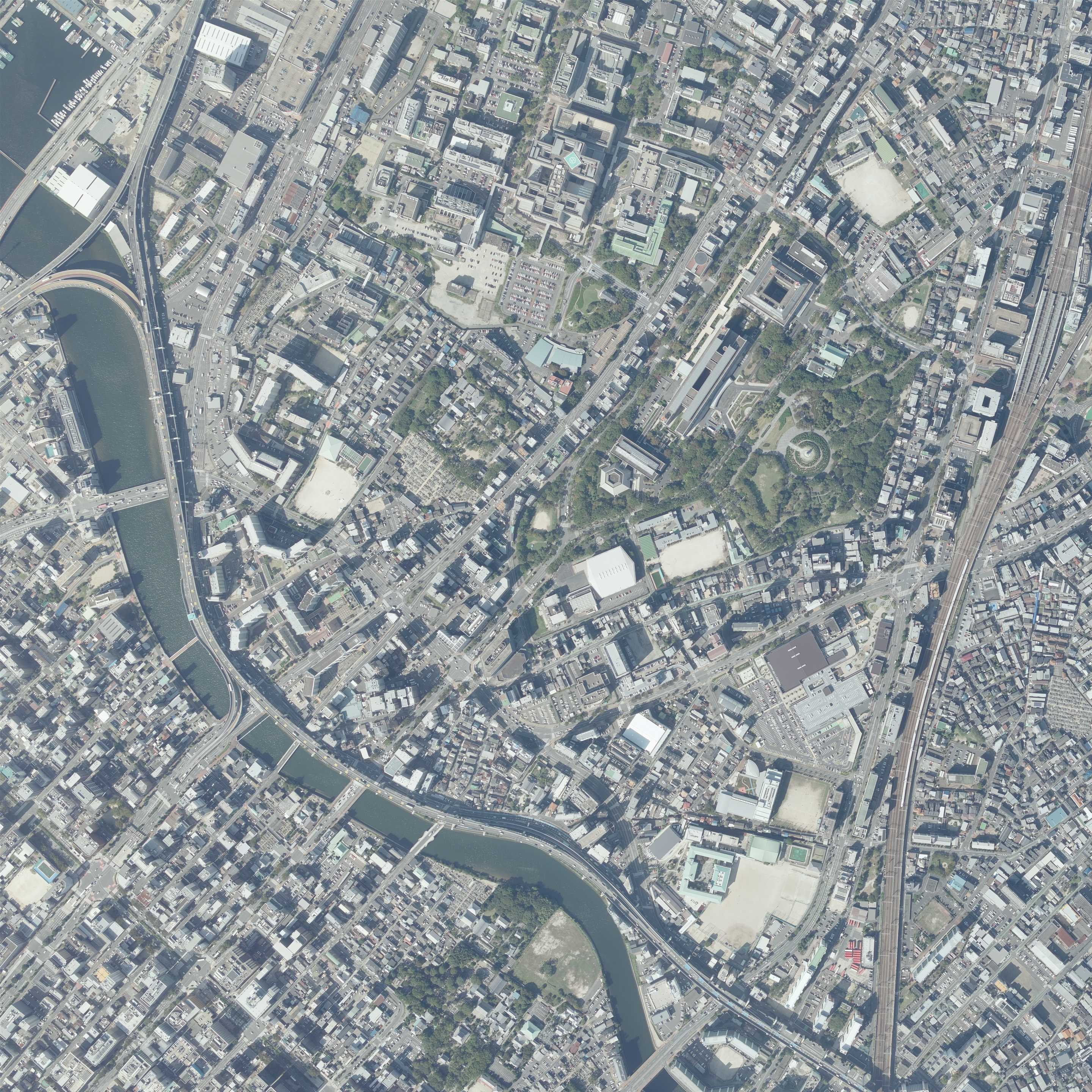
土地利用の状況

博多区北端部、御笠川河口付近の東岸に位置する。北に区境を挟んで東区東浜・馬出、東に東公園・吉塚、南に堅粕、南西から西にかけて御笠川を挟んで御供所町・呉服町・石城町などと接する。

### 河川
千代の西に接して、御笠川（二級河川）が横断し、北部で河口部を形成して、博多湾に注いでいる。

### 都市計画等
都市計画に関しては、「福岡市都市計画マスタープラン」において定められた方針については次のとおりである。千代と都市の拠点との関係では、2012年（平成24年）12月21日に策定された『第9次福岡市基本計画』の「都市空間構想図」において、「都心部」の北東側外縁部に位置する。交通ネットワークに関しては、都市の骨格となる国道3号、国道202号及び福岡県道607号福岡篠栗線の沿道や幹線道路である福岡県道21号福岡直方線及び福岡県道550号浜新建堅粕線沿道は、商業、業務、サービス施設や中高層住宅などが連続した「都市軸」や「沿道軸」に位置付けられている。環境資源に関しては、那珂川の河川沿いが散策・憩いの場となるとともに、緑と広がりのある景観が連続したゆとりと潤いのある水辺空間として「河川緑地軸」に位置付けられている。土地利用については、千代三丁目、五丁目及び六丁目のうち国道3号の沿線が、大規模な住宅団地など中層住宅や高層住宅で形成される「中高層住宅ゾーン」に位置付けられ、住環境の保全・形成や大規模団地の老朽化に対する対応などがまちづくりの視点とされている。上記以外が、戸建住宅などの低層住宅が大部分を占めるが、一部中層住宅などが立地する「低中層住宅ゾーン」と位置付けられており、良好な住環境の保全・形成、緑化の推進、低層住宅と中層住宅の調和などがまちづくりの視点とされている。今後の課題については、千代一丁目の西側、二丁目の大部分、三丁目の南東側及び四丁目の大部分が太平洋戦争の後に進められた戦災復興都市計画による土地区画整理事業の施工地区から外れ、古くから市街地が形成されている地区であり、建築後30年以上の木造住宅が多く、特に二丁目の北西側が幅員4メートル未満の狭隘道路が多いため、災害時の安全性などが懸念されている。用途地域については次のとおりである。千代一丁目のうち福岡県道550号の北西側全て、福岡県道550号の東側全て、福岡県道607号及び千代593号線の道路境界線から概ね50メートルの範囲が商業地域に、これらを除く範囲が第二種住居地域に、千代二丁目及び三丁目の全てが商業地域に、千代四丁目のうち福岡市道千代粕屋線及び福岡県道21号の道路境界線から概ね50メートルの範囲が商業地域に、これを除く範囲が第一種住居地域に、千代五丁目のうち国道3号の沿線が準工業地域に、これを除く範囲が第一種住居地域に、千代六丁目のうち国道3号の沿線が準工業地域に、これを除く北西側臨海部の範囲が工業地域に指定されている。さらに千代六丁目のうち福岡高速道路の北西側が臨港地区に指定されている。高度利用地区については、千代一丁目、二丁目及び東公園の各一部の約1.3ヘクタールの地区において指定されており、土地の合理的かつ健全な高度利用と都市機能の更新とを図るため、建築物の容積率の最高限度及び最低限度、建築物の建蔽率の最高限度、建築物の建築面積の最低限度並びに壁面の位置の制限が定められている。また、高度利用地区の指定に合わせて、福岡市が施行者となって市街地再開発事業である「千代地区第一種市街地再開発事業（パピヨン24）」が実施された。地区計画については次のとおりである。
- 「千代一丁目地区地区計画」（決定年月日・告示番号：平成8年4月1日、市74号、変更年月日・告示番号：平成12年1月13日、市5号）[注釈 4]

## 歴史
1889年（明治22年）の町村制施行時に那珂郡千代村が成立し、1912年（大正元年）10月1日に町制施行し千代町となる。1928年（昭和3年）5月1日に福岡市に編入し、1972年（昭和47年）4月1日に政令指定都市となり、博多区の一部となった。

### 町域の変遷
現在の地名は、1974年（昭和49年）における住居表示の実施に伴う地名変更によって定められたものであり、その実施前後の地名は次表のとおりである。
| 住居表示実施後           | 実施年月日         | 住居表示実施前（各大字・町名ともその一部） |
| ------------------------ | ------------------ | --- |
| 千代一丁目から六丁目まで | 1974年（昭和49年） | 常盤町・元町・春日町・清水町・京町・泉町・仲町・大学通・潟洲町・東浜町一丁目・千鳥町・千代町一丁目から三丁目まで・妙見町・栄町・西門橋通・大学通一丁目から三丁目まで・千代橋通・千代・崇福寺新町・真砂町・宝来町・水茶屋町・旭町・千代橋町・緑町・西堅粕・堅粕 |

## 人口
千代一丁目から六丁目までを合わせた人口の推移を福岡市の住民基本台帳（公称町別）に基づき示す（単位：人）。集計時点は各年9月末現在である。
- 2001年 （平成13年）：8,686
- 2002年 （平成14年）：8,707
- 2003年 （平成15年）：8,826
- 2004年 （平成16年）：8,925
- 2005年 （平成17年）：8,799
- 2006年 （平成18年）：8,833
- 2007年 （平成19年）：8,757
- 2008年 （平成20年）：9,248
- 2009年 （平成21年）：9,427
- 2010年 （平成22年）：9,230
- 2011年 （平成23年）：9,357
- 2012年 （平成24年）：9,576
- 2013年 （平成25年）：9,659
- 2014年 （平成26年）：9,806
- 2015年 （平成27年）：9,502
- 2016年 （平成28年）：9,699
- 2017年 （平成29年）：9,891
- 2018年 （平成30年）：9,962
- 2019年 （令和元年）：10,348
- 2020年 （令和2年）：10,597
- 2021年 （令和3年）：10,528
- 2022年 （令和4年）：10,788

## 施設

### 公共・公益施設
- 博多警察署千代交番（所属警察署：福岡県警察博多警察署）[注釈 5]
- 博多千代郵便局[注釈 6]
- 千鳥橋病院[注釈 7]
- 部落解放同盟福岡県連合会
- 日本小型船舶検査機構福岡支部（千代六丁目1-57）[注釈 8]
- 千代北公園[注釈 9]
- 千代1号公園[注釈 10]

公共・公益施設の写真
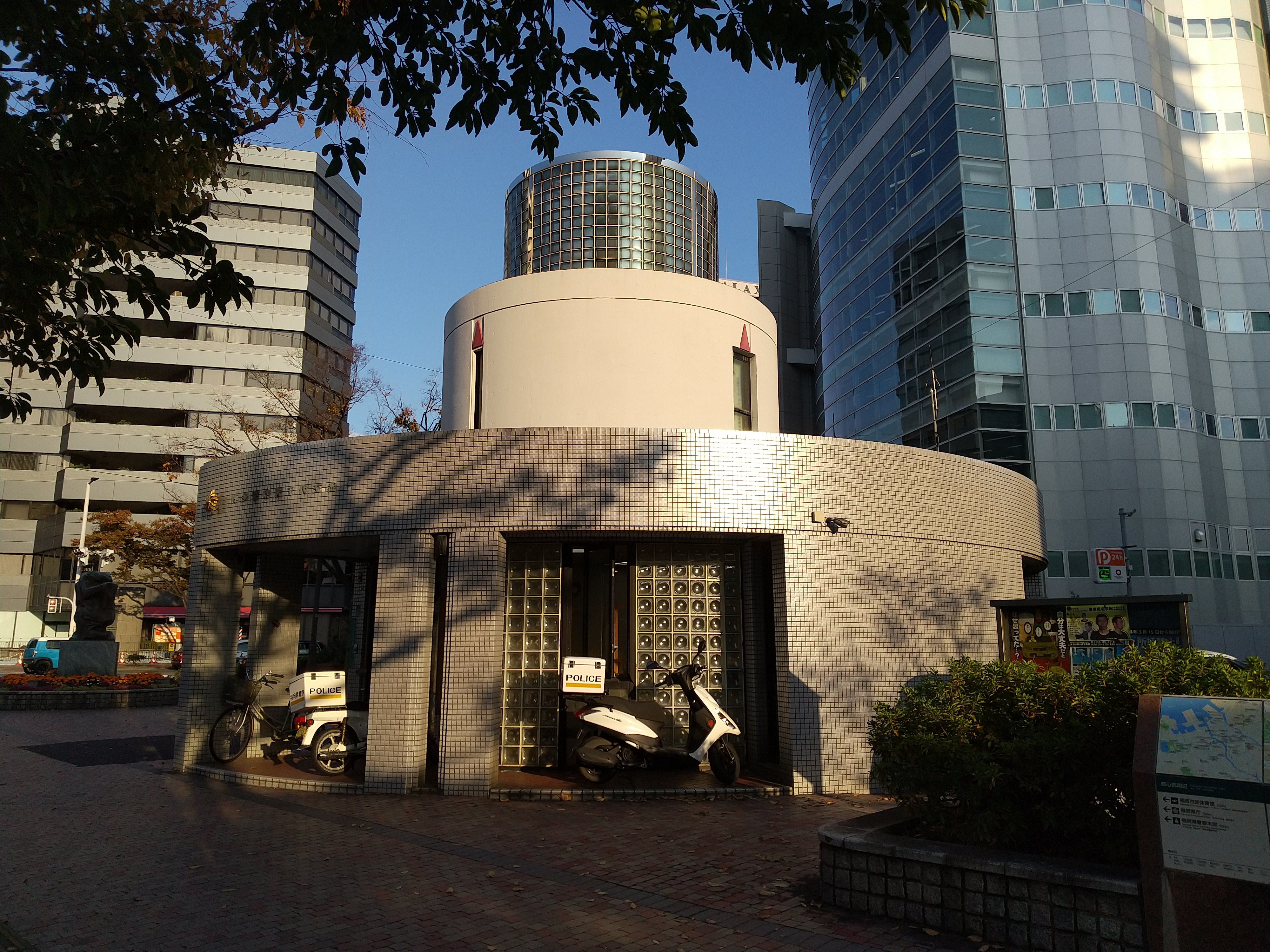
博多警察署千代交番
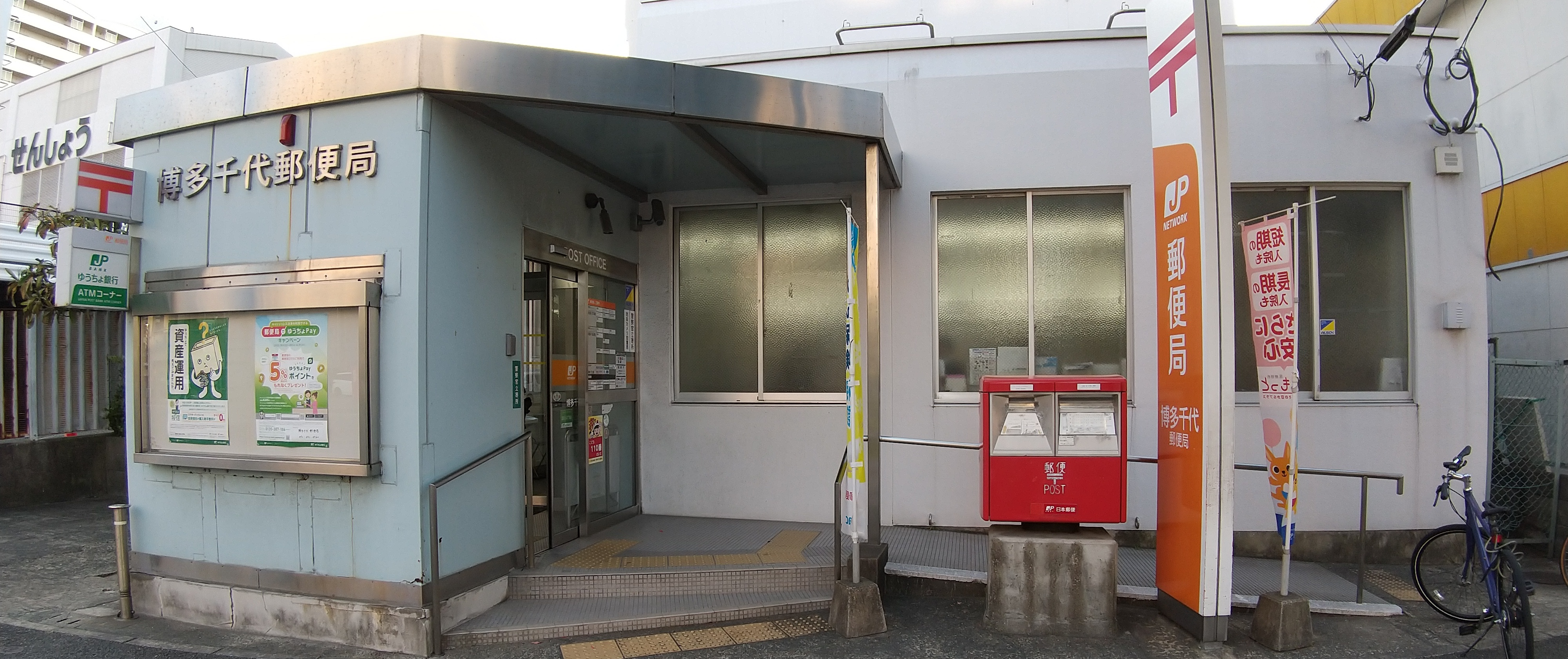
博多千代郵便局
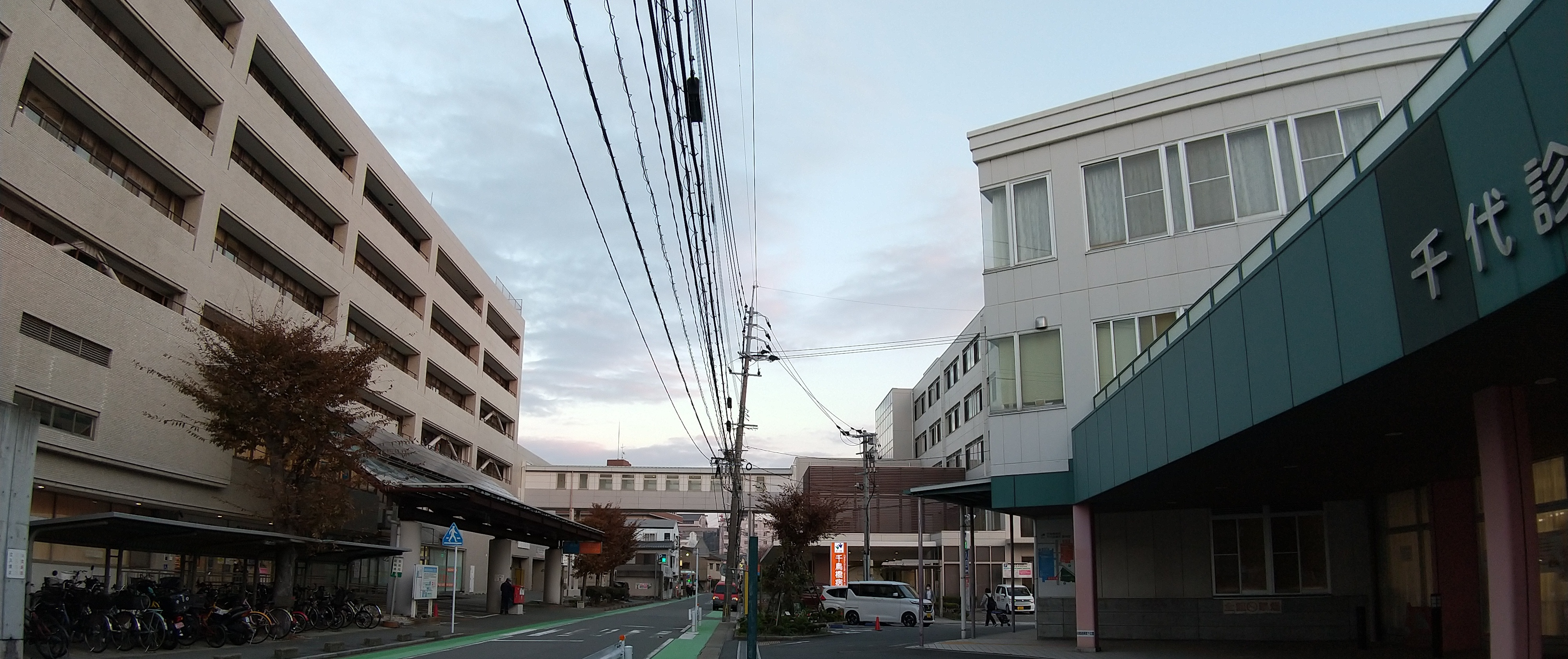
千鳥橋病院
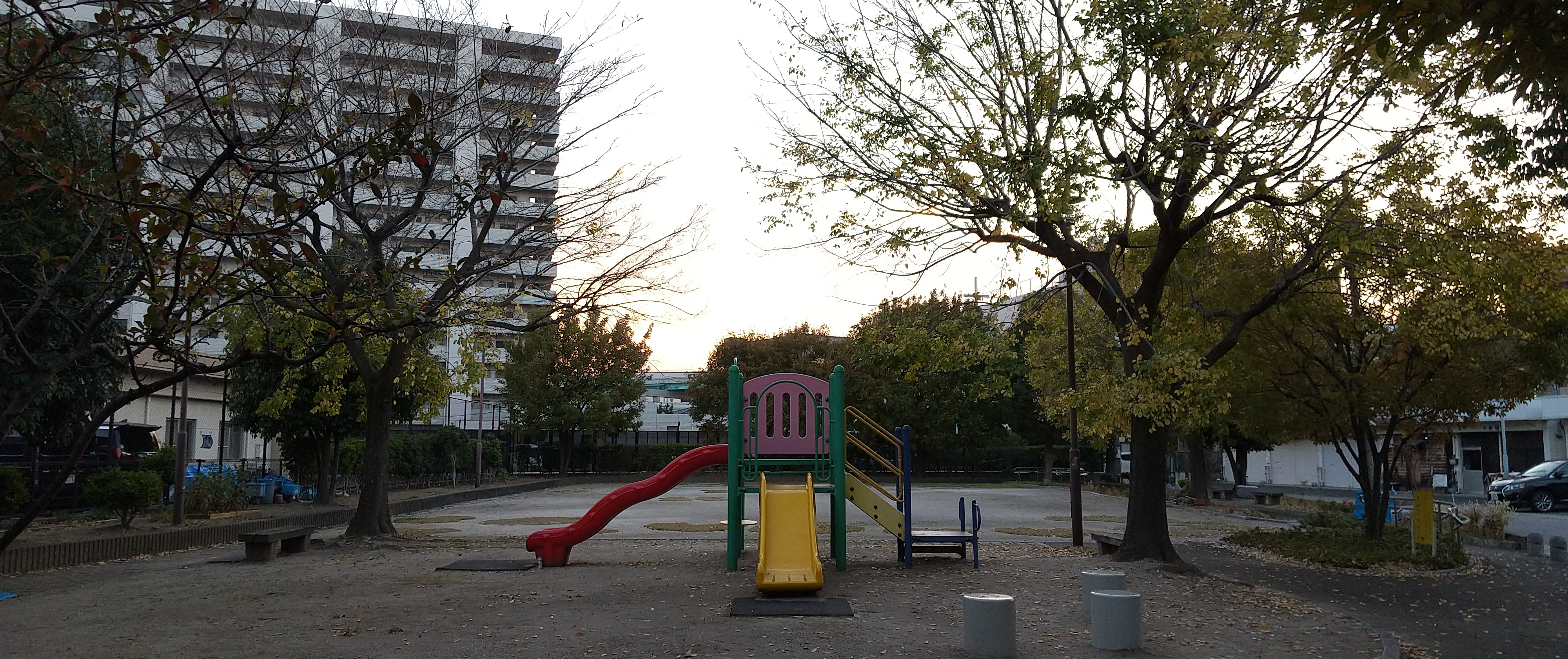
千代北公園
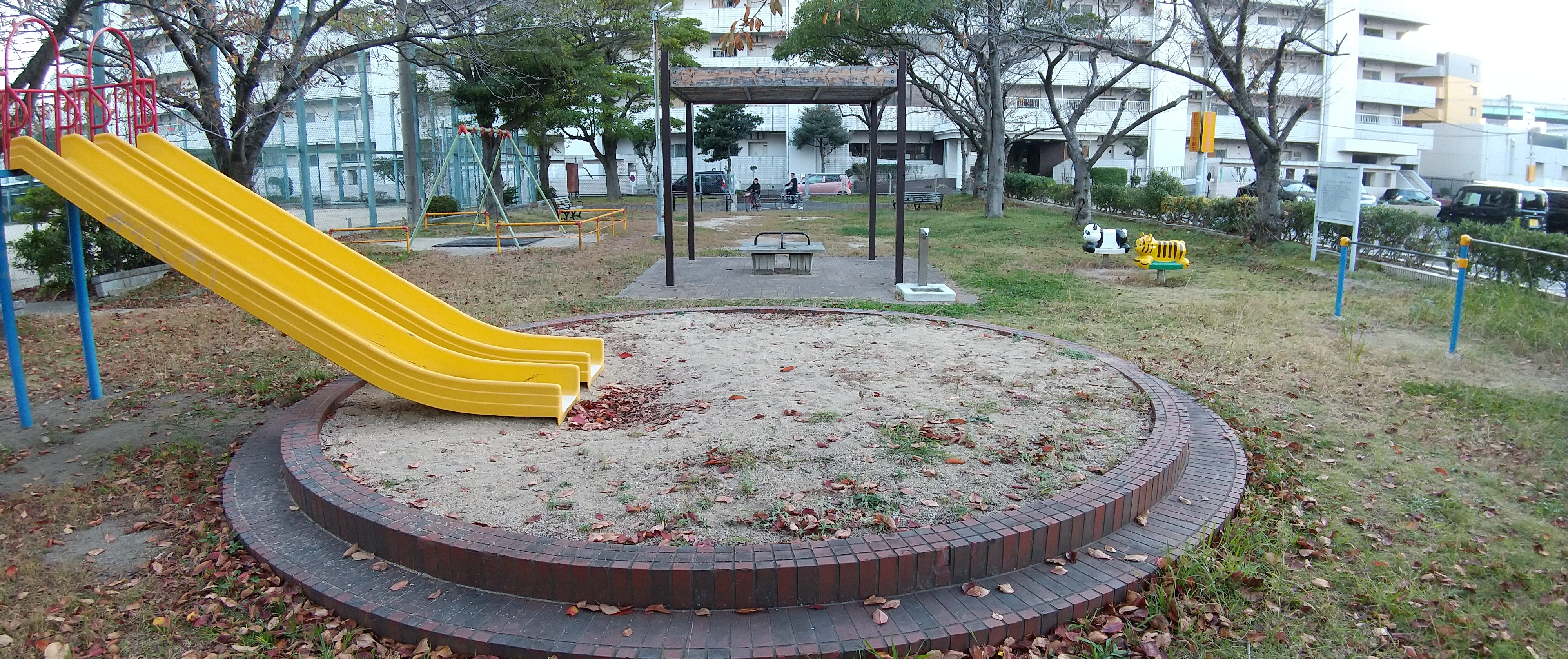
千代1号公園

## 教育施設
- 福岡県立博多青松高等学校
- 福岡市立千代中学校（写真）

### 商業
- ブランチ博多パピヨンガーデン

## 名所・史跡
- 濡衣塚
- 法性寺（）[注釈 11]
- 西門飢人地蔵尊（）[注釈 12]

名所・史跡の写真
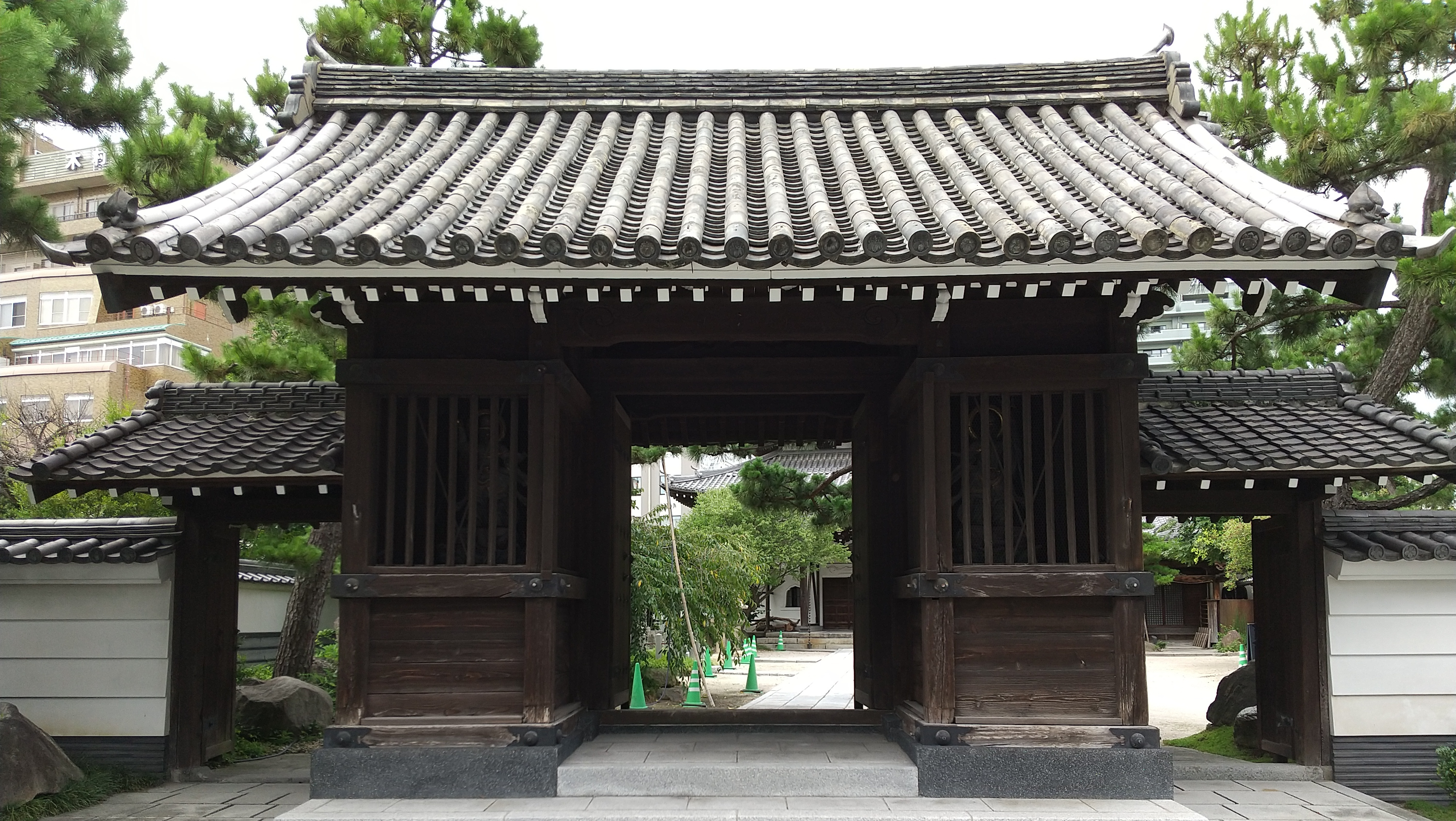
法性寺、三門
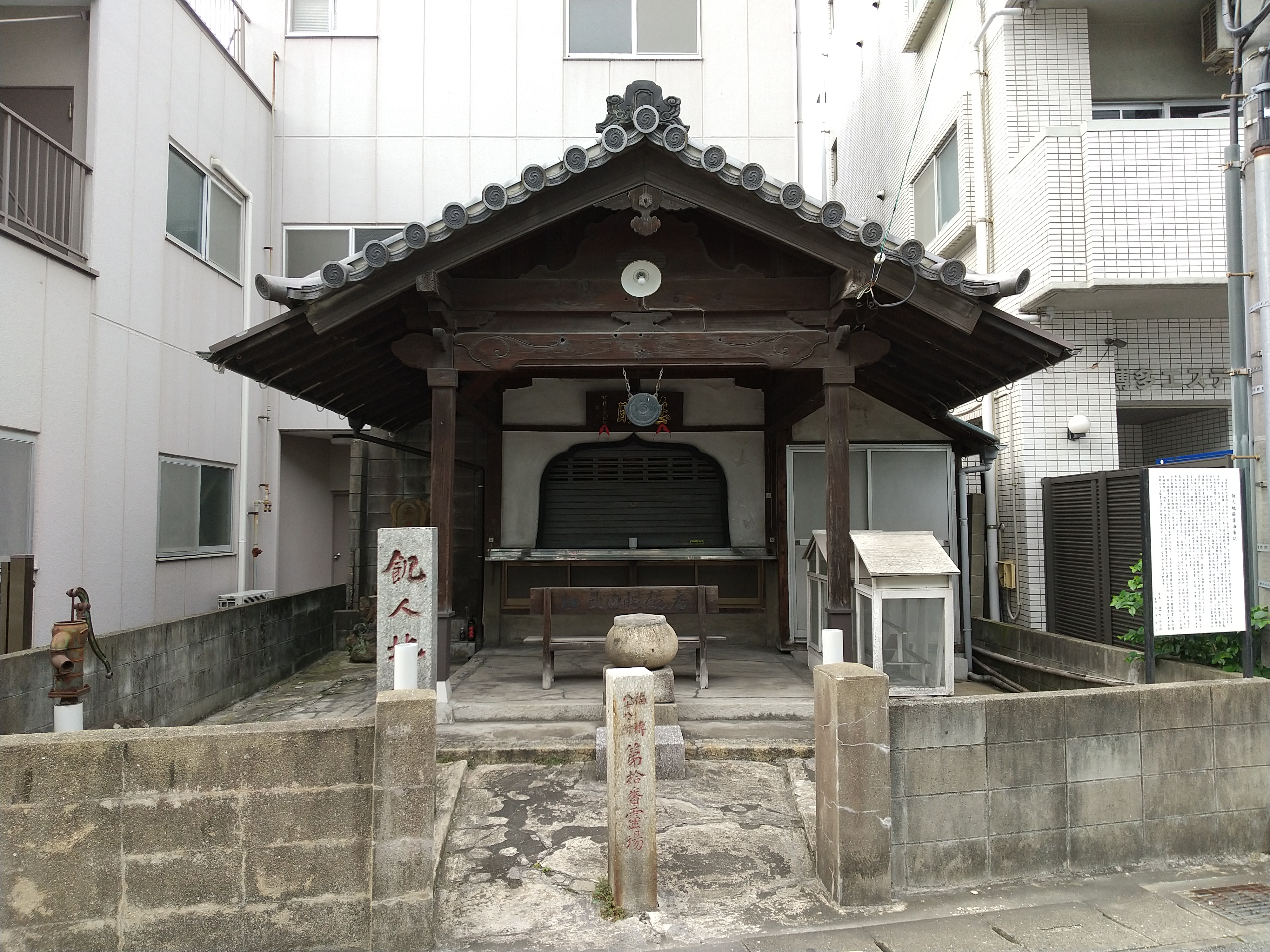
西門飢人地

## 交通

### 道路

#### 都市高速道路
- 福岡高速1号香椎線
- 福岡高速環状線（写真1、写真2、写真3）
  - 千鳥橋JCT
  - 千代出入口

#### 国道
- 国道3号
- 国道202号（辻の堂通り）

#### 県道
- 福岡県道21号福岡直方線
- 福岡県道602号後野福岡線
- 福岡県道607号福岡篠栗線（愛称：パピヨン通り、御笠川上の東大橋で明治通りに接続する。写真）

#### 市道
- 千代2696号線（写真）

### 鉄道
福岡市地下鉄箱崎線
- 千代県庁口駅

### バス
JR九州バス
- 千代町

西鉄バス
- 福岡県道21号福岡直方線・パピヨン通り
  - 千代町（自治会館・福豆屋店・今橋釣具店）
- 国道3号・パピヨン通り
  - 千鳥橋
- 国道3号
  - 石堂大橋
  - 千代五丁目